# Сойер, Дайан
Лайла Дайан Сойер (англ. Lila Diane Sawyer; род. 22 декабря 1945) — американская журналистка телесети ABC, ведущая программы «Доброе утро, Америка» (АВС’s Good Morning America) совместно с Робином Робертсом.
Родилась в штате Кентукки. Изучала английский язык, окончила колледж Уэлсли в 1967 году, работала журналисткой на местном телевидении Wlky-TV в Луисвилле (Кентукки) до 1970 года, когда стала секретарём по связям с общественностью в Белом доме в составе администрации президента Ричарда Никсона.
С 1978 года работала корреспондентом, освещавшим политические события, на канале CBS, став в 1981 году ведущей новостной программы CBS. С 1984 по 1989 год была корреспондентом программы «60 минут». В 1989 году перешла на ABC, став ведущей программы Primetime Live with Sam Donaldson. С 1999 года вместе с Чарльзом Гибсоном вела программу АВС’s Good Morning America.

## Ссылки

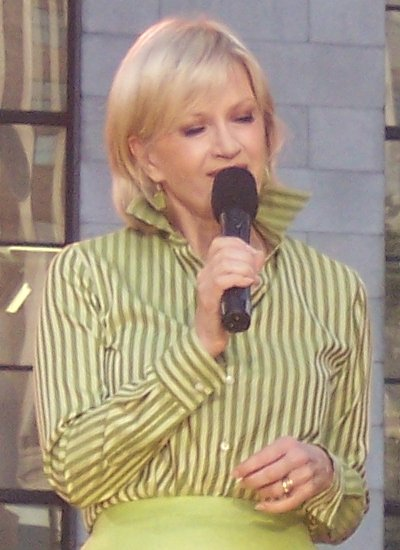